# Neuilly-l’Hôpital
Neuilly-l’Hôpital (picardisch: Neuly-l'Hôpital) ist eine nordfranzösische Gemeinde mit 328 Einwohnern (Stand 1. Januar 2022) im Département Somme in der Region Hauts-de-France. Die Gemeinde liegt im Arrondissement Abbeville und ist Teil der Communauté de communes Ponthieu-Marquenterre und des Kantons Abbeville-1.

## Geographie
Die Gemeinde liegt im Ponthieu an der Départementsstraße D32, die vom rund 8,5 km entfernten Nouvion nach Saint-Riquier führt und knapp westlich des Ortszentrums von der Départementsstraße D928 von Abbeville nach Hesdin gekreuzt wird. Zur Gemeinde gehört das isolierte Gehöft Le Halloy. Das Gemeindegebiet liegt im Regionalen Naturpark Baie de Somme Picardie Maritime.

## Toponymie und Geschichte
Der Ort wird im Jahr 1302 als Nigella hospitalis genannt; der Zusatz geht auf die Zugehörigkeit zum Hospital von Saint-Riquier zurück.

## Einwohner
| 1962 | 1968 | 1975 | 1982 | 1990 | 1999 | 2006 | 2011 |
| ---- | ---- | ---- | ---- | ---- | ---- | ---- | ---- |
| 269  | 269  | 266  | 260  | 280  | 290  | 313  | 322  |

## Verwaltung
Bürgermeister (maire) ist seit 2014 José Conty.

## Sehenswürdigkeiten
- Kirche Saint-Riquier
- Schloss La Triquerie unmittelbar an der Gemeindegrenze zu Hautvillers-Ouville (in der Base Mérimée Hautvillers-Ouville zugeordnet[1]); der Park teilweise auf Gebiet der Gemeinde Drucat
- 1870 erbautes Schloss im Ort
- Kriegerdenkmal

## Persönlichkeiten
- Jean-Baptiste Sanson de Pongerville (1782–1870), Mitglied der Akademie und Bürgermeister